# خود-مدیریت
خود-مدیریت (به انگلیسی: Self-Management) فرایندی است که طی آن سامانه‌های رایانه ای می توانند عملیات خود را خودشان بدون دخالت انسان مدیریت کنند. انتظار می رود که فناوریهای خود-مدیریتی به نسل بعدی سامانه‌های مدیریت شبکه نفوذ کنند.
پیچیدگی فزاینده سامانه‌های رایانه ای شبکه بندی شده یکی از موانع اصلی بر سر راه گسترش این سامانه هاست. ناهمگنی رو به افزایش سامانه‌های رایانه ای بزرگ تجاری، پیدایش دستگاههای رایانش سیار و ترکیب فناوریهای متفاوت شبکه بندی مانند شبکه‌های بی سیم و شبکه‌های تلفن همراه، مدیریت متعارف و غیر خودکار این سیستمها را دشوار، زمان بر و پر خطا می سازد.